# 良辰美景好时光
《良辰美景好时光》是2021年中國大陸網絡劇，改编自晉江文學城翘摇小说《明枪易躲，暗恋难防》，由星莲影视出品，秦榛执导，并由徐璐、林一领衔主演，胡兵、胡耘豪、種丹妮主演。该剧於2019年12月26日在杭州開機，2020年1月因疫情嚴重而停工，2020年3月正式復工，5月21日杀青。於2021年4月8日愛奇藝和騰訊視頻首播

## 播放平台
| 頻道            | 所在地 | 日期         | 時間                     | 備註          |
| 愛奇藝 騰訊視頻 | 中国   | 2021年4月8日 | 每週四五六晚間8點更新2集 | 會員搶先看6集 |

## 演員列表

### 主要演員
| 演員 | 角色   | 介紹 |
| 徐璐 | 梁辰   | 明星歌手 陸景學姊，因代言《美好心靈》遊戲而與陸景結緣，由於遊戲玩得太菜，常常坑隊友故被陸景戲稱為“千年盒子精”。 對花粉過敏、不吃辛辣食物及香菜＆不太喝刺激性飲品(酒)。 ID:lcalive，後為陸景女朋友。                                                                  |
| 林一 | 陸景   | 大四學生 《美好心靈》電競主播：赫爾曼 梁辰學弟，就讀於南澤大學計算機系，是學校的學霸、校草、萬人迷。 由於玩遊戲十分厲害，也擔當遊戲《美好心靈》的電競主播，主播名叫赫爾曼。 ID:You have me，除此以外也是梁辰的歌迷，後因教其玩遊戲而結緣並成為其男朋友，初戀為梁辰。 |
| 林一 | 刘茂彦 | 長得很像陸景的男明星 |

### 其他演員
| 演員   | 角色   | 介紹 |
| 胡兵   | 丁嘉運 | 當紅實力派男演員，轉型做幕後投資人。 梁辰和孫彬郁的好友，喜歡梁辰。被拒絕後，選擇繼續當梁辰的朋友。                                             |
| 胡耘豪 | 孫彬郁 | 話劇演員 陸景和梁辰的好友，後因拍戲與馬山山相識，喜歡馬山山後為馬山山男友。                                                                     |
| 種丹妮 | 馬山山 | 當紅諧星 梁辰的大學閨蜜，因前男友林岐欺騙其感情，再也沒碰音樂，選擇退學，放棄與梁辰當初的夢想。後因孫彬郁的鼓勵，而重始夢想。最後為孫彬郁女友。 |
| 景研竣 | 卢向晨 | 陸景表弟 學渣 |
| 蔣毓瑋 | 袁珂珂 | 梁辰助理 電競主播Herman的鐵粉 |
| 王汀   | 劉以晴 | 梁辰經紀人 |
| 岳跃利 | 陸爺爺 | 陸景的爺爺 非常喜愛梁辰作孫媳婦。 |
| 薛淑杰 | 陸奶奶 | 陸景的奶奶 非常喜愛梁辰作孫媳婦。 |
| 王新   | 梁辰爸 | 梁辰的爸爸 喜愛烹飪 |
| 田淼   | 梁辰媽 | 梁辰的媽媽 劉茂彥的影迷 |
| 周澄奥 | 林岐   | 馬山山前男友 抄襲馬山山大學時期的創作曲而成為音樂製作人。                                                                                       |
| 王伟华 | 陸景爸 | 梁辰的粉絲 |
| 于小磊 | 陸景媽 | 梁辰的粉絲 |
| 李昶   | 竺光   | 丁嘉運助理 |
| 杜雨宸 | 孟藍之 | 梁辰的競爭對手 梁辰前男友岳宇勛劈腿對象。 |
| 付偉倫 | 顧飛鳴 | 陸景的同學 喜歡齊琪，以陸景為假想敵，喜歡模仿他。                                                                                               |
| 王路晴 | 齊琪   | 陸景的學妹 原喜歡陸景，後為顧飛鳴女朋友。 |
| 汪融   | 刘二   | 陸景的室友 梁辰的粉絲，哥哥喜歡楊冪 |
| 王成   | 周舟   | 陸景的室友 算是陸景和梁辰愛情的神助攻/豬隊友，梁辰、迪麗熱巴的粉絲                                                                              |
| 鐘正   | 何葉   | 陸景的室友 梁辰、賈玲粉絲。 |

## 電視原聲帶
| 曲序 | 曲目                      |                   | 作曲          | 编曲         | 演唱     |
| ---- | ------------------------- | ----------------- | ------------- | ------------ | -------- |
| 1.   | 絕不止步（片頭曲）        | 萨吉 (歌手)       | 金大洲        | sam vahdat   | 段奧娟   |
| 2.   | 你是我所有（片尾曲）      | 萨吉 (歌手)，楊哲 | 金大洲        | 周菲比       | 劉宇寧   |
| 3.   | 絕不止步(抒情版)（插曲）  | 萨吉 (歌手)       | 金大洲        | 何山         | 段奧娟   |
| 4.   | 順風（插曲）              | 萨吉 (歌手)       | 金大洲        | D1           | 趙貝爾   |
| 5.   | 當我十八歲（插曲）        | 萨吉 (歌手)       | Hwang Yong Ju | 于昊         | 趙貝爾   |
| 6.   | 冬日的初舞（插曲）        | 萨吉 (歌手)       | Sam Carter    | 何山，金大洲 | 趙貝爾   |
| 7.   | Kick it（插曲）           | 萨吉 (歌手)       | 金大洲        | 于昊         | 于湉     |
| 8.   | I Don't Wanna Say（插曲） |                   |               |              | Idylmind |